# Église Notre-Dame-la-Profonde
L'ancienne  Église Notre-Dame-la-Profonde  de Laon, dans le département français de l'Aisne, date du XIIe siècle est actuellement un lieu désacralisé.

## Histoire
Elle se situe rampe d'Ardon de Laon. Elle possédait un grand cloitre accolé à l'église.

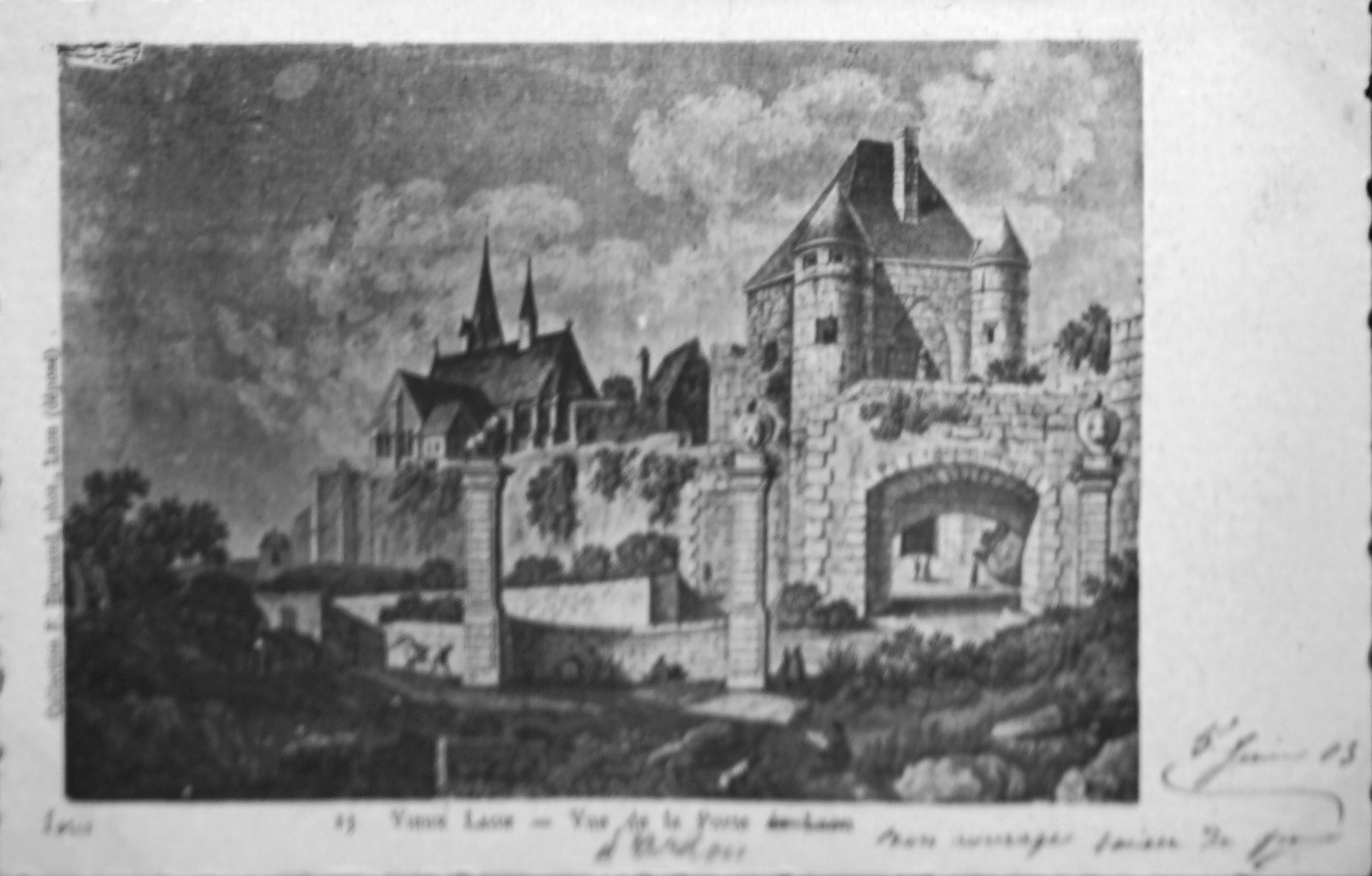
Derrière la porte d'Ardon.
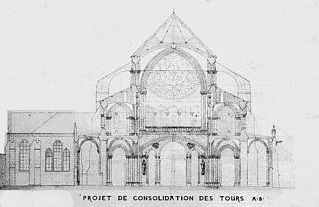
Relevé de l'église.

Il subsiste de l'église un mur de la nef du début du XIIe siècle qui a été inscrit à l'inventaire des Monuments historiques en 1927.